# ووینوو (استان اشوی‌داشکسیه)
ووینوو (به لهستانی: Wojnów) یک منطقهٔ مسکونی در لهستان است که در گمینا اولشنگتسا (استان اشوی‌داشکسیه) واقع شده‌است. ووینوو ۱۸۰٫۴ متر بالاتر از سطح دریا واقع شده‌است.